# Liz Clay
Elizabeth „Liz“ Clay (* 9. Mai 1995 in Sydney) ist eine australische Hürdenläuferin, die sich auf die 100-Meter-Distanz spezialisiert hat. Über diese Distanz wurde sie 2024 in Suva Ozeanienmeisterin.

## Sportliche Laufbahn
Ihren ersten Wettkampf bei internationalen Meisterschaften bestritt Liz Clay im Jahr 2017, als sie bei der Sommer-Universiade in Taipeh mit 14,92 s in der ersten Runde über 100 m Hürden ausschied. 2020 siegte sie in 13,01 s beim Sydney Track Classic und auch im Jahr darauf siegte sie in 12,88 s beim Sydney Track Classic sowie in 12,98 s beim Queensland Track Classic und qualifizierte sich zudem für die Olympischen Sommerspiele in Tokio, bei denen sie bis ins Halbfinale gelangte und dort mit neuer Bestleistung von 12,71 s ausschied. 2022 siegte sie in 12,92 s beim Sydney Track Classic und kurz darauf erreichte sie bei den Hallenweltmeisterschaften in Belgrad das Halbfinale im 60-Meter-Hürdenlauf, in dem sie mit 8,01 s ausschied. Im April siegte sie dann in 13,02 s beim Brisbane Track Classic. Im Juli wurde sie bei den Weltmeisterschaften in Eugene in der ersten Runde wegen regelwidrigem Verhalten disqualifiziert. 2024 siegte sie in 13,02 s beim Maurie Plant Meet sowie in 12,97 s beim Sydney Track Classic, ehe sie bei den Ozeanienmeisterschaften in Suva in 12,97 s die Goldmedaille gewann. Im August schied sie dann bei den Olympischen Sommerspielen in Paris mit 12,99 s in der Hoffnungsrunde aus.
In den Jahren 2021 und 2022 wurde Clay australische Meisterin im 100-Meter-Hürdenlauf.

## Persönliche Bestzeiten
- 100 m Hürden: 12,71 s (0,0 m/s), 1. August 2021 in Tokio
  - 60 m Hürden (Halle): 7,99 s, 19. März 2022 in Belgrad